# NGC 6417
NGC 6417 este o galaxie situată în constelația Hercule. A fost descoperită în 2 iulie 1864 de către Albert Marth.